# Störst av allt
Störst av allt è un album in studio della cantante svedese Carola Häggkvist, pubblicato nel 2005.

## Tracce
1. Störst av allt
2. Kärleksvals
3. Tillägnan
4. Barn och stjärnor
5. Håll mitt hjärta
6. Allting har sin tid
7. Gammal fäbodpsalm
8. Över älven
9. Måne och sol
10. Jag har hört om en stad ovan molnen
11. Allt kommer bli bra mamma
12. Jag ger dig min morgon
13. Den första gång jag såg dig
14. Närmare Gud till dig
15. Genom allt (album version)
16. Genom allt (radio version)